# Antonio Caraccio
Antonio Caraccio, barone di Corano (Nardò, luglio 1630 – Roma, 14 febbraio 1702), è stato un poeta italiano.

## Biografia
Nato da Niccolò Caraccio, dei baroni di Corano, e dalla verseggiatrice Caterina Scorna. Compì i primi studi a Nardò, poi giunse a Napoli per seguire gli studi superiori.
Nel 1651 si trasferì a Roma dove avviò al segretariato presso illustri cardinali come Marcantonio Bragadin e Vincenzo Costaguti.
Passato al servizio del governatore di Roma e poi cardinale  Giambattista Spinola in qualità di maestro di camera e di capitano della sua guardia.
Nel 1690 entrò nella nuova Accademia dell'Arcadia dove presto fu dei dodici Vicecustodi col nome di Lacone Cromizio.
Morì a Roma dopo anni di sonnambulismo, poco dopo sua moglie Beatrice Saladina.

## Opere
- "L'assemblea dei fiumi", 1656, poemetto.
- "La pace pronuba", 1660, poema scritto in occasione delle nozze di Luigi XIV di Francia e dell'infanta Maria Teresa.
- "La navigazione", 1671, ode epitalamica.
- "L'imperio vendicato", 1679, poema heroico dedicato alla Serenissima Republica di Venetia.
- "Il Corradino", 1694, tragedia, sua ultima opera.